# Kerstin Weule
Kerstin Weule (* 1966 in Braunlage) ist eine deutsch-amerikanische Triathletin und Weltmeisterin im Xterra-Cross-Triathlon (2000).

## Werdegang
Kerstin Weule wuchs in Deutschland auf und war im Schwimmsport aktiv.
Sie startete als 11-Jährige bei ihrem ersten Schwimmwettkampf und wurde für ihren Verein SSF Bonn von 1982 bis 1984 drei Jahre hintereinander deutsche Schwimmmeisterin in der Mannschaftsmeisterschaft.
Als 17-Jährige wechselte sie zum Pentathlon. 1991 fing sie mit Triathlon an.
1989 zog sie nach Colorado in die Vereinigten Staaten. 1994 wurde sie Vierte bei den nationalen Triathlonmeisterschaften auf der Kurzdistanz (1,5 km Schwimmen, 40 km Radfahren und 10 km Laufen).
1996 erhielt sie die US-amerikanische Staatsbürgerschaft und sie startete bei den Weltmeisterschaften auf der Langdistanz für die Vereinigten Staaten, wo sie den 21. Rang belegte. 1998 wurde sie in Japan Neunte.
Während ihrer achtjährigen Triathlonkarriere gewann sie 19 Xterra-Titel, darunter die Pro-Series USA in den Jahren 1999 und 2000. Im Jahr 2000 wurde Kerstin Weule Weltmeisterin im Xterra Cross-Triathlon.
2003 erklärte sie ihre aktive Zeit für beendet.
Sie wurde 2007 in die Xterra Hall of Fame aufgenommen.

## Sportliche Erfolge
| Datum/Jahr    | Rang | Wettbewerb                                      | Austragungsort | Zeit     | Bemerkung                             |
| ------------- | ---- | ----------------------------------------------- | -------------- | -------- | ------------------------------------- |
| 5. Sep. 1998  | 9    | ITU Long Distance Triathlon World Championships | Sado           | 07:03:12 |                                       |
| 1996          | 21   | ITU Long Distance Triathlon World Championships | Muncie         | 04:33:08 | Weltmeisterschaft auf der Langdistanz |
| 13. Aug. 1995 | 1    | Coeur D’Alene Triathlon                         | Coeur D’Alene  | 02:14:29 | [ 4 ]                                 |

| Datum/Jahr    | Rang | Wettbewerb                 | Austragungsort | Zeit     | Bemerkung                         |
| ------------- | ---- | -------------------------- | -------------- | -------- | --------------------------------- |
| 22. Okt. 2001 | 3    | Xterra World Championships | Maui           | 03:12:37 |                                   |
| 22. Okt. 2000 | 1    | Xterra World Championships | Maui           | 03:07:04 | Weltmeisterin im Cross-Triathlon  |
| 31. Okt. 1999 | 2    | Xterra World Championships | Maui           | 03:06:27 | Vizeweltmeisterin Cross-Triathlon |
| 1997          | 5    | Xterra World Championships | Maui           |          |                                   |

| Datum/Jahr    | Rang | Wettbewerb               | Austragungsort | Zeit     | Bemerkung                       |
| ------------- | ---- | ------------------------ | -------------- | -------- | ------------------------------- |
| 27. Feb. 2000 | 2    | McDowell Desert Duathlon | Arizona        | 01:41:44 | Zweite hinter Susan Bartholomew |

(DNF – Did Not Finish; DNS – Did Not Start)